# Virieu-le-Petit
Virieu-le-Petit és un municipi francès situat al departament de l'Ain i a la regió d'Alvèrnia-Roine-Alps. L'any 2007 tenia 311 habitants.

## Demografia

### Població
El 2007 la població de fet de Virieu-le-Petit era de 311 persones. Hi havia 116 famílies de les quals 44 eren unipersonals (24 homes vivint sols i 20 dones vivint soles), 36 parelles sense fills, 24 parelles amb fills i 12 famílies monoparentals amb fills.
La població ha evolucionat segons el següent gràfic:
Habitants censats

### Habitatges
El 2007 hi havia 169 habitatges, 117 eren l'habitatge principal de la família, 37 eren segones residències i 15 estaven desocupats. 147 eren cases i 20 eren apartaments. Dels 117 habitatges principals, 85 estaven ocupats pels seus propietaris, 29 estaven llogats i ocupats pels llogaters i 3 estaven cedits a títol gratuït; 15 tenien dues cambres, 8 en tenien tres, 23 en tenien quatre i 71 en tenien cinc o més. 84 habitatges disposaven pel capbaix d'una plaça de pàrquing. A 44 habitatges hi havia un automòbil i a 52 n'hi havia dos o més.

### Piràmide de població
La piràmide de població per edats i sexe el 2009 era:
| Homes | Edats   | Dones |
| ----- | ------- | ----- |
| 0     | 95 o +  | 0     |
| 4     | 90 a 94 | 0     |
| 4     | 85 a 89 | 4     |
| 0     | 80 a 84 | 0     |
| 4     | 75 a 79 | 8     |
| 0     | 70 a 74 | 8     |
| 12    | 65 a 69 | 4     |
| 4     | 60 a 64 | 4     |
| 16    | 55 a 59 | 12    |
| 8     | 50 a 54 | 12    |
| 8     | 45 a 49 | 8     |
| 16    | 40 a 44 | 8     |
| 24    | 35 a 39 | 16    |
| 12    | 30 a 34 | 16    |
| 16    | 25 a 29 | 4     |
| 12    | 20 a 24 | 0     |
| 0     | 15 a 19 | 16    |
| 8     | 10 a 14 | 4     |
| 8     | 5 a 9   | 16    |
| 0     | 0 a 4   | 4     |

## Economia
El 2007 la població en edat de treballar era de 212 persones, 132 eren actives i 80 eren inactives. De les 132 persones actives 126 estaven ocupades (66 homes i 60 dones) i 6 estaven aturades (1 home i 5 dones). De les 80 persones inactives 21 estaven jubilades, 11 estaven estudiant i 48 estaven classificades com a «altres inactius».

### Ingressos
El 2009 a Virieu-le-Petit hi havia 153 unitats fiscals que integraven 294,5 persones, la mediana anual d'ingressos fiscals per persona era de 16.649 €.

### Activitats econòmiques
Dels 12 establiments que hi havia el 2007, 2 eren d'empreses extractives, 1 d'una empresa de fabricació d'altres productes industrials, 4 d'empreses de construcció, 2 d'empreses de transport, 1 d'una empresa d'hostatgeria i restauració i 2 d'empreses de serveis.
Dels 4 establiments de servei als particulars que hi havia el 2009, 1 era un paleta i 3 fusteries.
L'any 2000 a Virieu-le-Petit hi havia 14 explotacions agrícoles que ocupaven un total de 312 hectàrees.

## Equipaments sanitaris i escolars
El 2009 hi havia una escola elemental integrada dins d'un grup escolar amb les comunes properes formant una escola dispersa.

## Poblacions més properes
El següent diagrama mostra les poblacions més properes.